# Заря (Гурьевский район)
Заря́ — посёлок в Гурьевском районе Кемеровской области. Входит в состав Урского сельского поселения.

## География
Центральная часть населённого пункта расположена на высоте 357 метров над уровнем моря.

## Население
По данным Всероссийской переписи населения 2010 года, в посёлке Заря проживает 22 человека (14 мужчин, 8 женщин).